# Dopo mezzanotte
Dopo mezzanotte è un film del 2004 scritto e diretto da Davide Ferrario, girato interamente in digitale.

## Trama
Martino, custode del Museo nazionale del Cinema di Torino, è segretamente innamorato di Amanda, inserviente del fast food che frequenta. Esasperata dal padrone del locale, una sera Amanda ha una reazione violenta e lo ferisce versandogli dell'olio bollente sulle gambe. A seguito di ciò fugge spaventata trovando riparo proprio nella Mole Antonelliana, dove Martino le offre protezione nell'appartamento ricavato all'interno di un magazzino dismesso del museo che custodisce.
Angelo, ladro di automobili e fidanzato di Amanda, nel frattempo tradisce la ragazza con Barbara, compagna di appartamento di Amanda, e in pochi giorni sistema le cose minacciando il proprietario del fast food affinché la ragazza possa uscire dal nascondiglio e non temere più niente. Nel frattempo però, Martino, dopo lunghi silenzi, ha confessato il suo amore ad Amanda mostrandole un film particolare montato con spezzoni girati con la sua cinepresa d'epoca. Così Amanda, che da tempo si sente trascurata dal suo avventuroso fidanzato, cade tra le braccia del mite e taciturno Martino.
Tornata a casa, Amanda, combattuta tra il riprendere la relazione con Angelo e intraprenderne una nuova con Martino, decide di non voler rinunciare a nessuno dei due, dando così vita ad un rapporto a tre. La soluzione trovata è mal tollerata non solo dai due fidanzati, ma anche dall'amica del cuore Barbara, innamorata di Angelo.
Quando la strana situazione sembra potersi finalmente risolvere positivamente per tutti, avviene l'imponderabile: Angelo, per puro errore, è ucciso per mano di un metronotte. La più colpita è proprio Barbara, che ormai faceva dei progetti con lui, mentre Amanda, superato il dolore, è pronta a riservare il suo amore solo a Martino.

## Distribuzione
Il film è stato proiettato in anteprima nazionale a Torino il 16 aprile 2004 con la presenza del regista e degli attori Giorgio Pasotti e Francesca Inaudi ed è stato distribuito nelle sale il 23 aprile seguente.

## Accoglienza
Il film ha incassato 1270483 €.

## Riconoscimenti
- 2005 - David di Donatello
  - Migliori effetti speciali visivi a Grande Mela
  - Nomination Miglior regista a Davide Ferrario
  - Nomination Migliore sceneggiatura a Davide Ferrario
  - Nomination Miglior produttore a Davide Ferrario
  - Nomination Migliore attore protagonista a Giorgio Pasotti
  - Nomination Migliore attore non protagonista a Fabio Troiano
  - Nomination Miglior fotografia a Dante Cecchin
  - Nomination Migliore scenografia a Francesca Bocca
  - Nomination Miglior montaggio a Claudio Cormio
- 2005 - Nastro d'argento
  - Nomination Regista del miglior film a Davide Ferrario
  - Nomination Migliore sceneggiatura a Davide Ferrario
  - Nomination Migliore attore protagonista a Giorgio Pasotti
  - Nomination Migliore attrice protagonista a Francesca Inaudi
  - Nomination Migliore fotografia a Dante Cecchin
- 2004 - Premio Flaiano
  - Miglior film a Davide Ferrario
  - Miglior interprete maschile a Giorgio Pasotti
  - Miglior montaggio a Claudio Cormio
  - Miglior interprete femminile - Premio del pubblico a Francesca Inaudi
- 2005 - Premio Saint-Vincent per il cinema
  - Grolla d'oro all'innovazione
- 2004 - Festival internazionale del cinema di Berlino
  - Premio Caligari a Davide Ferrario
  - Premio Don Quixote a Davide Ferrario